# 실용영어기능검정시험

로고

실용영어기능검정(일본어: 実用英語技能検定 じつようえいごぎのうけんてい[*])은 일본의 재단법인일본영어검정협회(財団法人日本英語検定協会, Eiken Foundation of Japan ,줄여서 STEP)가 주관하는 시험으로, 1년에 세 번 실시한다.  일본에서는 토익과 더불어서 영어능력을 검증하는 시험으로 알려져 있다. 토익과 비슷한 난이도로 인식되지만 토익보다는 훨씬 쉽다.

## 개요
크게 독해와 청해, 작문, 그리고 말하기(3급 이상만 해당)로 나뉘어 있어서 영어실력을 종합적으로 검증하는 데 유용하다. 1963년 4월에 처음 실시를 했으며, 문제유형을 몇 번씩 수정한 끝에 오늘에 이르고 있다. 또한 2003년에는 영국의 캠브리지대 ESOL과 공동연구를 하는 데 합의를 했으며, 2004년부터는 미국의 일부 대학에서 TOEFL대신 어학실력을 요구하는 시험이기도 하다.
전체 수험자의 90%가량이 중학생이고 나머지 10%는 고등학생이다. 시험급수도 나누어졌는데, 2급 이하는 중고등학생의 학습지도요령의 기준이 되고 있다. 영어학습의 동기나 능력측정을 위해 이 시험을 추천하는 교사들도 많다.
또한 대학이나 중고교 입시때 일정한 급수를 획득한 수험자를 우대하는 경우도 있으며, 해마다 증가한다고 한다.  그러나 합격의 기준이 애매모호해서, 같은 급의 합격자 중에서도 실력의 차이가 있다는 비판도 있다.
게다가 준2급이상을 획득한 경우, 고등학교졸업과정인정시험에서 영어과목이 면제되기도 한다.
시험급수는 다음과 같다.
- 1급(대학상급레벨) - 다양한 사회생활에 필요한 영어를 충분히 이해하여, 자신의 의지를 표현할 수 있는 정도
- 준1급(대학중급레벨) - 일상생활이나 사회생활에 필요한 영어를 이해하며, 특히 구두표현이 가능한 정도
- 2급(고등학교졸업레벨) - 일상생활이나 직장에서 필요한 영어를 이해하며, 특히 구두표현이 가능한 정도.
- 준2급(고등학교중급레벨) - 일상생활에 필요한 평이한 영어를 이해하며, 특히 구두표현이 가능한 정도.
- 3급(중학교졸업레벨) - 기본적인 영어를 이해하며, 특히 구두표현이 가능한 정도.
- 4급(중학교중급레벨) - 기초적인 영어를 이해하며, 평이한 영어가 들리고 말할 수 있을 정도.
- 5급(중학교초급레벨) - 초보적인 영어를 이해하며, 간단한 영어를 듣고 말할 수 있을 정도.

괄호안의 레벨은 어디까지나 표준이다. 특히 준1급은 대학중급레벨이라지만, 사실 1급의 대학상급레벨과 전혀 차이가 없었다. 그래서 준 2급조차도 일본의 대학생도 합격하기 어려울 정도라고 인식 되고 있었다.
또한 합불통지서 등에는 쓰여있지 않지만, 2급 합격자 중 일차합격으로 75%이상 득점한 사람을 ‘2급 A합격’으로 표기하여 이 시험을 이용하여 해외유학하려고 할 때 우대하는 경우도 있다.
2020년 4월부터 시행되는 2020학년도부터는 난이도를 대폭 낮춰 기존의 1급을 준1급에 통합시키면서 등급의 세부 내용이 변경되었다. 변경된 사항은 아래와 같다.
- 1급(대학상급레벨) -> 1급(대학레벨)
- 준1급(대학중급레벨) -> 준1급(고등학교졸업레벨)
- 2급(고등학교졸업레벨) -> 2급(고등학교재학레벨)
- 준2급(고등학교중급레벨) -> 준2급(중학교졸업레벨)
- 3급(중학교졸업레벨) -> 3급(중학교재학레벨)
- 4급(중학교중급레벨) -> 4급(초등학교졸업레벨)
- 5급(중학교초급레벨) -> 5급(초등학교재학레벨)

## 시험
4, 5급은 1차시험만으로 합불여부를 따지지만, 3급 이상은 1차 시험을 응시하고 4주후에 2차시험을 응시한다. 1차시험이 합격선을 넘은 수험자에게 2차시험에 응시할 수 있는 자격을 부여한다.
1차 시험은 필기시험과 청취시험이다.  정답은 OMR카드에 기입하지만, 준1급 이상은 자유영작문제도 출제된다. 필기시험 후 청취시험을 본다. 필기시험과 청취시험의 합산점수가 기준점 이상이 되어야 1차시험에 합격이 된다.  합격기준은 문제의 난이도에 따라 다르기 때문에 일정하지가 않다.
2차시험은 시험관과 개별면접 방식으로 진행된다.  면접에는 문제카드를 보고 말을 하는 방식, 그리고 문제 카드의 내용이나 수험자 자신의 생각을 묻는 질의응답을 하는 방식으로 진행한다.  말하는 태도도 적은 수이지만 점수에 들어간다.  여기서 얻은 점수가 합격기준점이 넘으면, 종합합격이 된다.  어느 정도 패턴은 있지만, 1급 면접때는 시험방법이나 채점 항목이 약간 특수하고, 수험자의 발언을 가지고 질문하는 경우도 있다.  영어회화능력뿐만 아니라 논의하는 능력도 요구된다.

## 불합격
1차 시험에서 불합격된 경우는 점수에 의해서 불합격 A·B로 구별되어 나타나며, 2차 시험의 안내는 인쇄되지 않고, STEP 로고가 인쇄된다.
2차 시험에서 불합격한 경우 다시 시험볼 때, 1차 시험 합격으로부터 1년이내에 일차 시험이 면제가 된다.

### 합격선
- 1차 시험 - 1급~준1급은 정답율 70%, 2급~5급은 정답율 60%전후가 합격점이 되지만 매회 바뀐다.
- 2차 시험 - 1급~3급에서만 2차 시험을 치르며, 정답율 60%전후가 합격점이 되나, 매회 바뀐다.